# Раповце
Раповце (словац. Rapovce) — село, громада округу Лученець, Банськобистрицький край, центральна Словаччина, регіон Новоград. Кадастрова площа громади — 8,87 км². Протікає Мучинський потік.
Населення 942 особи (станом на 31 грудня 2017 року).

## Історія
Раповце згадується в 1312 році.

## Населення
| Рік:            | 1994. | 2004.    | 2014.   | 2024.   |
| --------------- | ----- | -------- | ------- | ------- |
| Кількість осіб: | 858   | 950      | 951     | 921     |
| Різниця:        |       | +10,72 % | +0,10 % | -3,15 % |

| Рік:            | 2023. | 2024.   |
| --------------- | ----- | ------- |
| Кількість осіб: | 921   | 921     |
| Різниця:        |       | -1,42 % |